# هارييت آن جاكوبس
كانت هارييت جاكوبس (1813 أو 1815 – 7 مارس 1897) كاتبة أمريكية من أصل أفريقي. ولدت في العبودية في إدينتون، كارولاينا الشمالية، تعرضت للتحرش الجنسي من قبل سيدها. عندما هددها ببيع أطفالها، اختبأت في جحر صغير تحت سقف منزل جدتها، حيث لم تكن قادرة حتى على الوقوف. بعد أن بقيت هناك لمدة سبع سنوات، تمكنت أخيرًا من الفرار إلى نيويورك، حيث أُعيد شملها مع أطفالها جوزيف ولويزا ماتيلدا وشقيقها جون إس جاكوبس. عملت مربية للأطفال ناثانيل باركر ويليس وكانت على اتصال مع الإبطالية والنسوية الإصلاحية. تعتبر سيرتها الذاتية، وقائع في حياة فتاة مستعبدة، التي نشرت في عام 1861، الآن من «الكلاسيكيات الأمريكية»
خلال الحرب الأهلية وبعدها مباشرة، ذهبت إلى الأجزاء التي احتلها الاتحاد في الجنوب مع ابنتها، ونظمت المساعدة وأسست مدرستين للعبيد الهاربين والمحررين.

## السيرة الذاتية
عائلتها واسمها
ولدت هارييت جاكوبس في عام 1813 في إدينتون بولاية كارولينا الشمالية لدليلاه هورنيبلو، وهي إحدى عبيد عائلة هورنيبلو الذين كانوا يملكون حانة محلية. بموجب قانون المولود يتبع الرحم (بارتوس سيكريتوس فيرنتيم)، استُعبد كُلًا من هارييت وشقيقها جون عند الولادة من قبل عائلة حارس الحانة، حيث نُقلت مكانة الأم إلى أطفالها. ومع ذلك، وفقًا للقانون نفسه، كان يجب أن تكون الأم والأطفال أحرارًا، لأن مولي هورنيبلو، والدة دليلاه، أُطلق سراحها من قبل والدها الأبيض، الذي كان أيضًا مالكها. لكنها اختُطفت، ولم يكن لديها فرصة للحماية القانونية بسبب بشرتها الداكنة. كان إيليجا نوكس والد هارييت وجون، الذي استُعبد أيضًا، لكنه تمتع ببعض الامتيازات لأنه كان نجارًا خبيرًا. توفي عام 1826.
في حين كانت والدة وجدة هارييت معروفة باسم عائلة مالكها هورنيبلو، استغلت هارييت فرصة تعميد أطفالها لتسجيل جاكوبس كاسم عائلتهم. كما استخدمت هي وشقيقها جون هذا الاسم بعد هروبهما من العبودية. نُظم التعميد دون علم سيد هارييت، الدكتور نوركوم. كانت هارييت مقتنعة بأن والدها كان يجب أن يُسمى جاكوبس لأن اسم والده كان هنري جاكوبس، وهو رجل أبيض حر. بعد وفاة والدة هارييت، تزوج والدها من أمريكية أفريقية حرة. ثمر هذا الزواج عن طفل وحيد، الأخ غير الشقيق لهارييت، كان يسمى إيليجا واستخدم اسم نوكس كاسم عائلته، والذي كان اسم والده المستعبد.

### السنوات المبكرة من الاستعباد
عندما كانت جاكوبس تبلغ من العمر ست سنوات، توفت والدتها. ثم عاشت مع مالكها، ابنة حارس الحانة المتوفى، الذي لم يعلمها الخياطة فقط، بل أيضًا للقراءة والكتابة. كان عدد العبيد المتعلمين قليل جدًا، في عام 1830 حظرت ولاية كارولينا الشمالية تعليم العبيد للقراءة أو الكتابة. على الرغم من تمكن جون شقيق هارييت من تعليم نفسه القراءة، لم يكن قادرًا على الكتابة عندما هرب من العبودية عندما كان شابًا بالغًا.
في عام 1825، توفي مالك هارييت وجون جاكوبس. مُنحت هارييت لابنة أختها البالغة من العمر ثلاث سنوات ماري ماتيلدا نوركوم.  أصبح والد ماري ماتيلدا، الطبيب جيمس نوركوم (صهر حارس الحانة المتوفى) سيدها الفعلي. ورثة أرملة حارس الحانة شقيقها جون ومعظم ممتلكاتها الأخرى. استأجر الدكتور نوركوم جون وعاش أشقاء جاكوبس معًا في بيته. بعد وفاة الأرملة، تم بيع عبيدها في مزاد يوم رأس السنة الجديدة، 1828. وكان من بينهم شقيق هارييت جون وجدتها مولي هورنيبلو وابن مولي مارك. كانت تجربة البيع في المزاد العلني مؤلمة لجون البالغ من العمر اثني عشر عامًا. استطاع أصدقاء مولي هورنيبلو أن يشتروها هي ومارك بالمال الذي جمعته مولي بجد على مدى سنوات أثناء استعبادها في الحانة. بعد ذلك حُررت مولي هورنيبلو، وأصبح ابنها مارك عبدًا لها. بسبب القيود القانونية المفروضة على الإعتاق، كان على مارك أن يبقى عبدًا لوالدته حتى عام 1847/48 إلى أن نجحت أخيرًا في تحريره. اشترى الدكتور نوركوم جون جاكوبس، وبقي هو وأخته معًا.
في نفس العام، 1828، حاول جوزيف، الابن الأصغر لمولي هورنيبلو، الفرار. قُبض عليه، وألقي بالسجن، وبِيعَ أخيرًا إلى نيو أورليانز. علمت الأسرة لاحقًا أنه هرب ووصل إلى نيويورك. بعد ذلك فقدته الأسرة. اعتبر الأشقاء جاكوبس الذين كانوا يتحدثون عن الفرار والتحرر، حتى عندما كانوا أطفالًا، جوزيف بطلًا. في وقت لاحق أطلق كليهما اسم جوزيف على طفليهما.
سرعان ما بدأ نوركوم بمضايقة جاكوبس جنسيًا، ما تسبب في غيرة زوجته. عندما وقعت جاكوبس في حب رجل أسود حر أراد شراء حريتها والزواج منها، تدخل نوركوم ومنعها من مواصلة العلاقة. على أمل الحماية من مضايقات نوركوم، بدأت جاكوبس بعلاقة مع صامويل سوير، محام أبيض وعضو النخبة البيضاء في كارولاينا الشمالية، والذي انتُخب بعد ذلك بعدة سنوات في مجلس النواب الأمريكي. أصبح سوير والد أطفال جاكوبس الوحيد، جوزيف (ولد في 1829/30) ولويزا ماتيلدا (ولدت في 1832-1833). عندما علمت السيدة نوركوم بحمل جاكوبس، منعتها من العودة إلى منزلها، الأمر الذي مكّن جاكوبس من العيش مع جدتها. ومع ذلك، واصل نوركوم مضايقاته عن طريق زياراته العديدة إلى هناك – حيث كانت المسافة بين المنزلين 600 قدم (180 م) فقط.

## وصلات خارجية
- هارييت آن جاكوبس على موقع الموسوعة البريطانية (الإنجليزية)
- هارييت آن جاكوبس على موقع إن إن دي بي (الإنجليزية)